# Делла Риз
Делла Риз (англ. Della Reese; 6 июля 1931 — 19 ноября 2017) — американская актриса и певица. Начала свою карьеру в начале 1950-х годов с исполнения песен в жанре госпел, поп и джаз и добилась большого успеха в 1959 году с выходом хита (в стилистике ритм-н-блюз) «Don’t You Know?». В 1960-х годах была ведущей собственного ток-шоу «Делла», а помимо этого на телевидении запомнилась по роли Тесс в сериале «Прикосновение ангела».

## Ранние годы
Деллориз Патриша Ирли родилась в Детройте года в семье афроамериканца и представительницы индейского племени чероки. В шестилетнем возрасте она стала петь в церковном хоре, а в 15 лет была взята в госпел-группу выдающейся американской певицы Махалии Джексон. Во время обучения в Университете Уэйна она сформировала свою собственную госпел-группу под названием «Meditation Singers», в которой помимо неё были ещё три девушки. В то же время Деллориз выступала в одном из клубов Детройта, где добилась первого успеха.

## Карьера

### Музыкальная карьера
После смерти матери и тяжёлой болезни отца ей пришлось прервать обучение в университете и некоторое время посвятить себя заботе о семье. В 1953 году она покинула «Meditation Singers» и начала свою сольную карьеру. Она подписала контракт со студией «Jubilee Records», на которой в дальнейшем записала шесть своих альбомов. В то время на творчество Долориз во многом повлияли популярные в те годы исполнители Элла Фицджеральд, Билли Холидей и Сара Вон, и её первыми записями на студии стали такие уже известные в США песни, как «In the Still of the Night», «I’ve Got My Love to Keep Me Warm» и «Time After Time». Хотя эти записи и не попали в топ-чарты, они разошлись по стране тиражом в 500 тыс. экземпляров.
В 1957 году Риз записала свой первый сингл «And That Reminds Me», который вскоре стал хитом, заняв 12 строчку в Top Twenty Pop. Сингл разошёлся миллионным тиражом, а популярные музыкальные журналы «Billboard» и «Cashbox» назвали Риз самой перспективной исполнительницей года.
В 1959 году Риз перешла на «RCA Records», где в том же году записала сингл «Don’t You Know?», который по исполнению походил на оперу Пуччини «Богема». Песня стала самым успешным хитом за всю её музыкальную карьеру, заняв вторую строчку Top Twenty Pop, а также первую позицию в чартах R&B.
Альбом «Della», записанный Риз в 1960 году, принёс ей номинацию на премию «Грэмми». В последующие пару лет ещё несколько песен певицы попадали в американские чарты. Среди них «Not One Minute More» (#16), «And Now» (#69), «Someday (You’ll Want Me to Want You)» (#56) и «The Most Beautiful Words» (#67).
На протяжении всех 1960-х годов Делла Риз в основном записывала одиночные синглы, а также выпустила несколько альбомов, два из которых — «The Classic Della» (1962) и «Waltz with Me, Della» (1963), сделали её известной за пределами США. Помимо поп-музыки и госпел она записала три джазовых альбома: «Della Reese Live» (1966), «On Strings of Blue» (1967) и «One of a Kind» (1978). Риз на протяжении девяти лет также выступала в концертами в Лас-Вегасе, а позже проехала с гастрольным туром по городам США.
За свои последующие два альбома в жанре госпел, «Della Reese and Brilliance» (1991) и «My Soul Feels Better Right Now» (1999), Делла Риз вновь была номинирована на «Грэмми».

### Актёрская карьера
С 1969 года, помимо музыкальной карьеры, Делла Риз стала демонстрировать свой актёрский талант в кино и на телевидении. Она стала гостьей многих популярных в США сериалов и ток-шоу, среди которых «МакКлауд», «Петроцелли», «Женщина-полицейский», «Лодка любви», «Закон Лос-Анджелеса». Наибольшего успеха на телевидении она добилась благодаря роли Тесс в сериале «Прикосновение ангела», в котором она снималась с 1994 по 2003 год.
В 1989 году она снялась в главной роли вместе с Эдди Мёрфи в фильме «Ночи Гарлема». Вместе с ним она также появилась в фильме «Достопочтенный джентльмен», где сыграла саму себя.
Делла Риз являлась обладательницей звезды на голливудской «Аллее славы» за свой вклад в телевидение.

## Личная жизнь
Будучи ещё молодой, Делла Риз случайно столкнулась со стеклянной дверью своего дома. Ей пришлось сделать множество швов, чтобы изолировать многочисленные раны, из-за которых певица потеряла много крови и некоторое время провела в коме.
В 1979 году у Риз была диагностирована мозговая аневризма, и лишь благодаря своевременному вмешательству врачей и двум операциям болезнь удалось победить.
Риз выходила замуж в 1952, 1959 и 1961 годах, однако все эти браки закончились разводами.
В 1983 году Риз вышла замуж за продюсера и сценариста Франклина Летта, от которого родила тройню, кроме того пара усыновила ещё одного ребёнка.
Делла Риз являлась также проповедницей движения Новое мышление в одной из церквей Лос-Анджелеса. В её миссионерской деятельности она имела звание преподобная Делла Риз Летт.

### Смерть
Делла Риз умерла в США на 87 году жизни. По информации агентство Reuters, в воскресенье актриса «ушла из жизни, окруженная любовью, в своем доме в штате Калифорния».